# Platz der Luftbrücke
La Platz der Luftbrücke, parfois surnommée Pladelu par bérolinisme, est une place à Berlin entre les quartiers de Tempelhof et de Kreuzberg. Elle est située devant l'ancien aéroport de Berlin-Tempelhof et son nom réfère au pont aérien de Berlin qui exista pendant le blocus en 1948 et 1949.

## Situation
La place est au carrefour de l'axe routier nord-sud de la Bundesstraße 96 (Mehringdamm, Tempelhofer Damm) et de la rue est-ouest qui mène de Neukölln (Columbiadamm) à Schöneberg (Dudenstraße). Au sud-ouest de la place débouche la Manfred-von-Richthofen-Straße, voie d'accès au lotissement Neu-Tempelhof. L'espace vert du parc Victoria se situe non loin de la place.
Au nord de la place se trouvent les bouches menant à la station de métro homonyme desservie par la ligne 6 du métro de Berlin. De 1926 à 1937, la station s'appelait Kreuzberg. La place est également desservie par les lignes d'autobus 104 et 248.

## Histoire
Avant même d'être nommée par son nom actuel, la place a été façonnée par la construction du bâtiment monumental d'accueil de l'aéroport de Tempelhof, conçu par l'architecte Ernst Sagebiel dans le cadre des plans de la Welthauptstadt Germania.
La place est baptisée Platz der Luftbrücke le 25 juin 1949 par Ernst Reuter, alors maire de la ville.
Le Luftbrückendenkmal (« monument du pont aérien ») a été inauguré en 1951. Il est surnommé par bérolinisme die Hungerkralle ou die Hungerharke. Il existe deux répliques de ce monument à Celle et à l'aéroport de Francfort-sur-le-Main.
Une tête d'aigle de 4,5 m. de haut figure sur la place. C'est celle-là même qui trônait sur un bâtiment adjacent qui avait été détruit en 1940.